# VW Tayron L
Der VW Tayron L ist ein Sport Utility Vehicle von Volkswagen, das auf der MQB-evo-Plattform aufbaut. In Nordamerika wird die Baureihe als VW Tiguan angeboten. Gebaut wird der Wagen in China und Mexiko.

## Geschichte
Erste Bilder des Fahrzeugs wurden im August 2024 vom chinesischen Ministerium für Industrie und Informationstechnik im Rahmen des Homologationsprozesses veröffentlicht. Offiziell vorgestellt wurde der Tayron L, der bei FAW-Volkswagen gebaut wird, im November 2024 auf der Guangzhou Auto Show. Das Pendant für den nordamerikanischen Markt wurde als Tiguan im gleichen Monat auf der LA Auto Show präsentiert. Im Gegensatz zum europäischen Tayron ist das SUV mit unter 4,70 Metern etwas kürzer und nur als Fünfsitzer erhältlich; es ist aber länger als der europäische Tiguan. Den gleichen Radstand wie der Tayron L hat der bei SAIC-Volkswagen gebaute Tiguan L Pro. Dieser ist mit 4,74 Metern aber etwas länger.

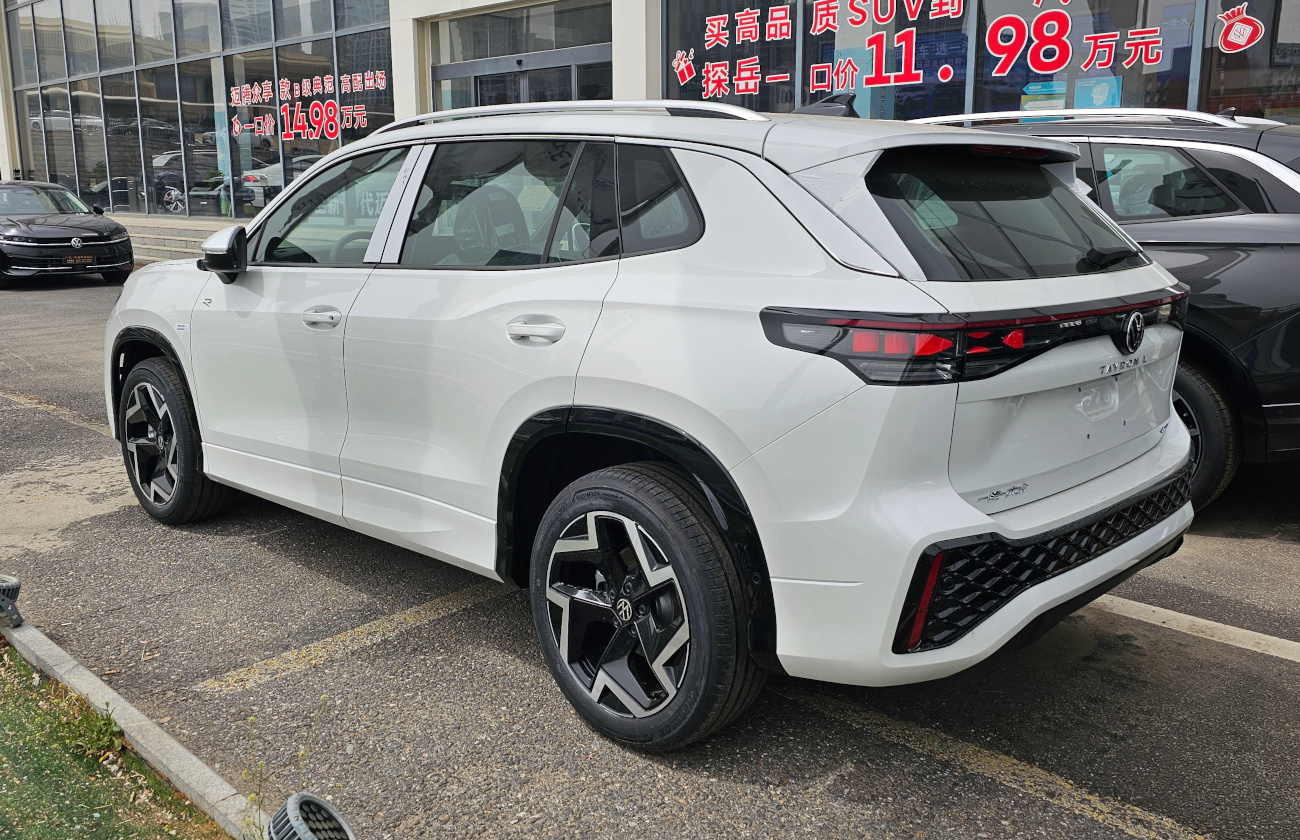
Heckansicht
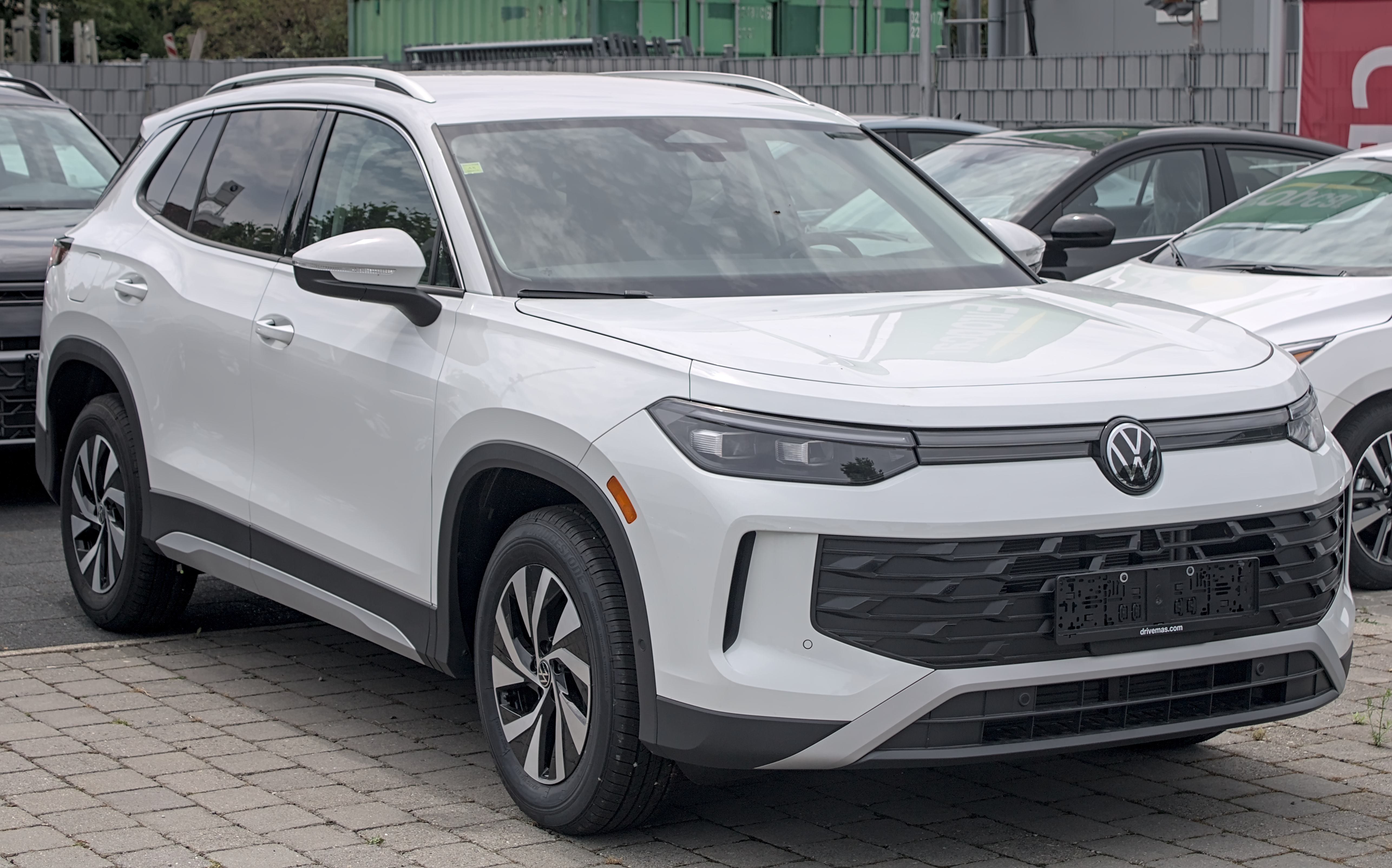
VW Tiguan (seit 2025)
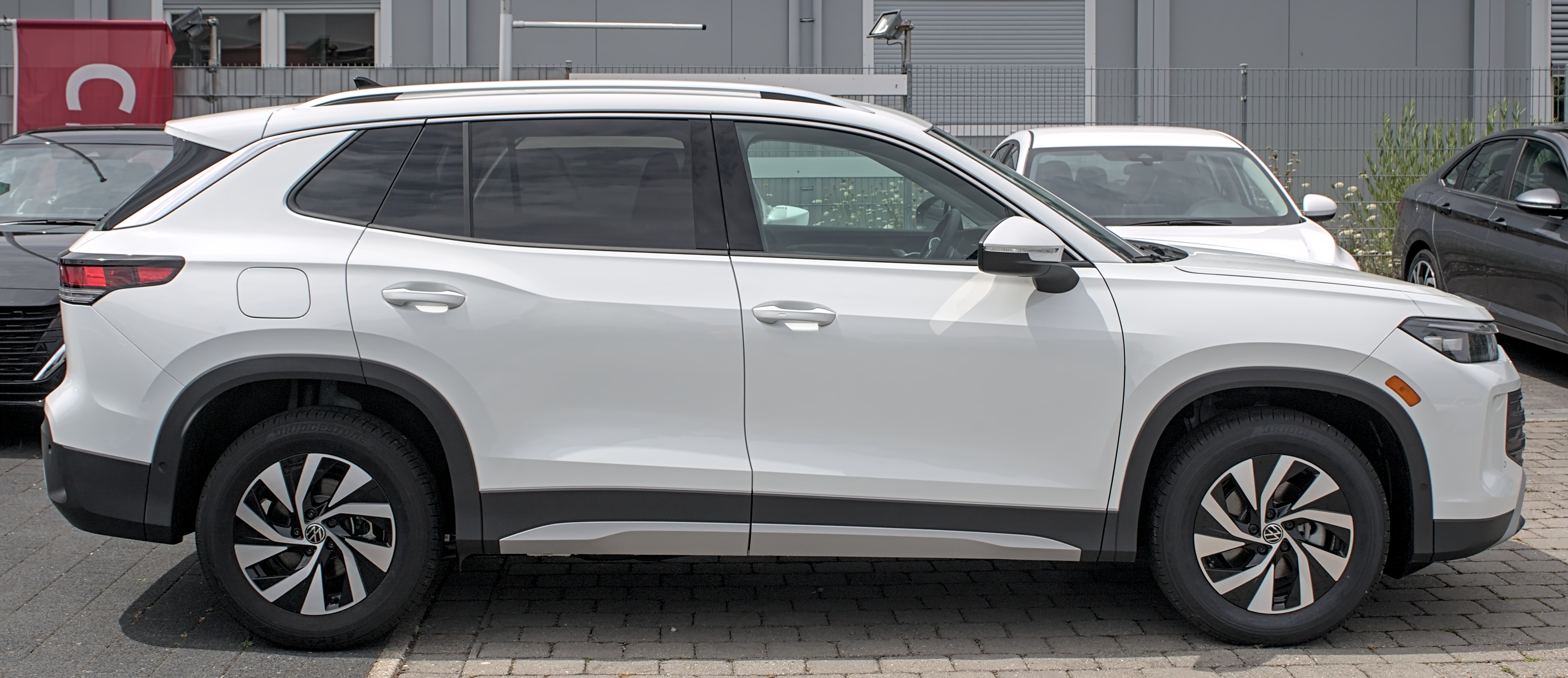
Seitenansicht
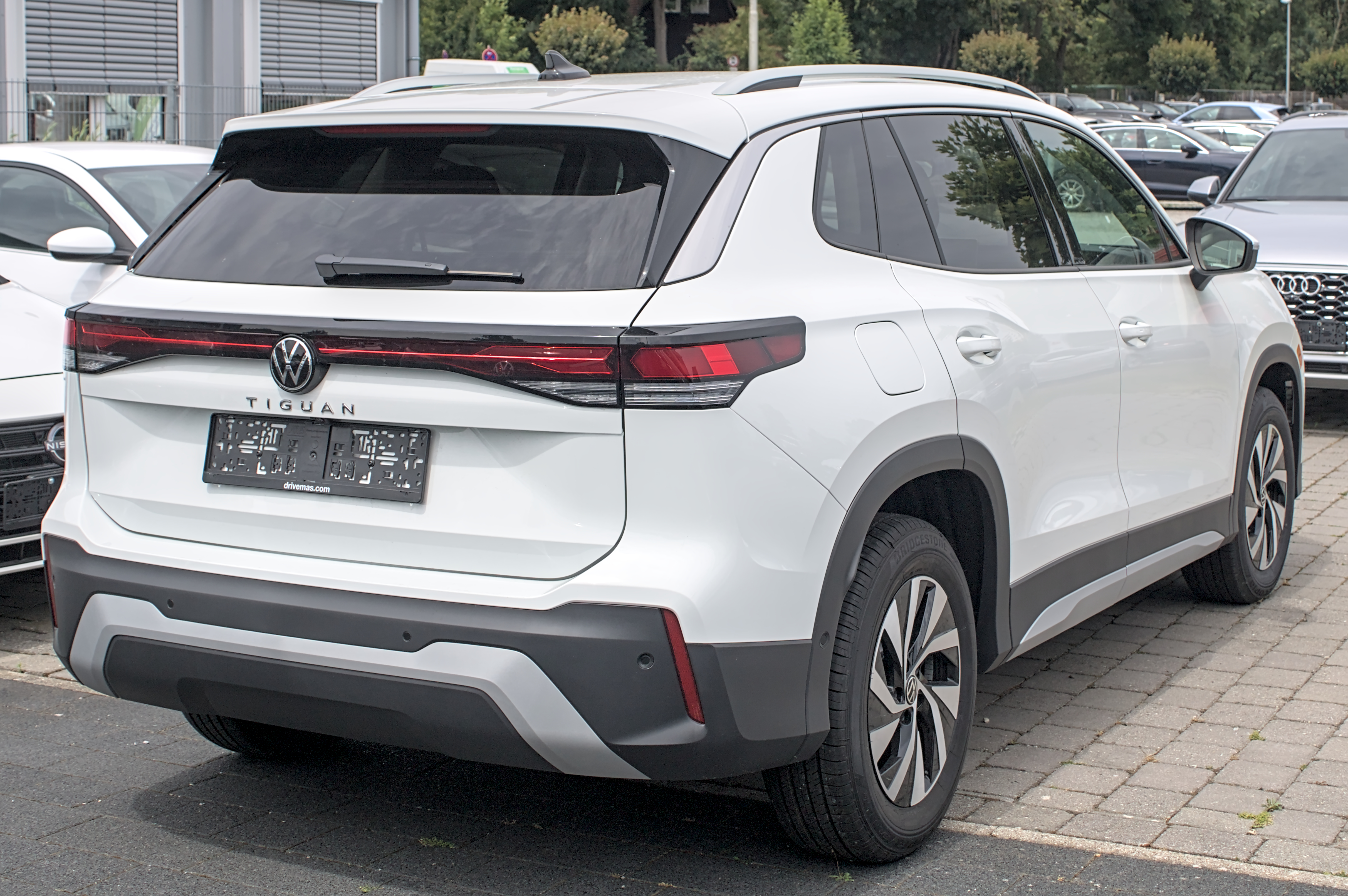
Heckansicht

## Technische Daten
In China gibt es einen 1,5-Liter-Ottomotor mit 118 kW (160 PS) oder einen 2,0-Liter-Ottomotor mit 137 kW (186 PS) oder 162 kW (220 PS). Alle drei Varianten nutzen ein 7-Stufen-Doppelkupplungsgetriebe. Die beiden schwächeren haben Vorderradantrieb, die stärkere Allradantrieb. Für den nordamerikanischen Markt gibt es einen 2,0-Liter-Ottomotor mit 150 kW (204 PS). Er ist an ein 8-Stufen-Automatikgetriebe gekoppelt. Serienmäßig ist für diese Motorisierung Vorderradantrieb, gegen Aufpreis ist Allradantrieb erhältlich. Außerdem ist für das Modelljahr 2026 eine 200 kW (272 PS) starke Variante mit serienmäßigem Allradantrieb angekündigt. In Mexiko gibt es außerdem einen 1,4-Liter-Ottomotor mit 110 kW (150 PS) und Vorderradantrieb. Diese Version nutzt ein 7-Stufen-Doppelkupplungsgetriebe.
|                                | Tayron L 1.5 TSI                 | Tayron L 2.0 TSI                 | Tayron L 2.0 TSI                 | Tiguan 1.4 TSI                   | Tiguan 2.0 TSI              | Tiguan 2.0 TSI SEL         |
| Markt                          | China                            | China                            | China                            | Mexiko                           | USA, Kanada                 | USA, Kanada                |
| Bauzeitraum                    | seit 11/2024                     | seit 11/2024                     | seit 11/2024                     | seit 03/2025                     | seit 03/2025                | ab 2025                    |
| Motorkenndaten                 |                                  |                                  |                                  |                                  |                             |                            |
| Motortyp                       | R4-Ottomotor                     | R4-Ottomotor                     | R4-Ottomotor                     | R4-Ottomotor                     | R4-Ottomotor                | R4-Ottomotor               |
| Hubraum                        | 1498 cm³                         | 1984 cm³                         | 1984 cm³                         | 1395 cm³                         | 1984 cm³                    | 1984 cm³                   |
| max. Leistung bei min−1        | 118 kW (160 PS) / 5500           | 137 kW (186 PS) / 4150–6000      | 162 kW (220 PS) / 4900–6700      | 110 kW (150 PS) / 5000–6000      | 150 kW (204 PS) / 5000–6000 | 200 kW (272 PS) / 5500     |
| max. Drehmoment bei min−1      | 250 Nm / 1750–4000               | 320 Nm / 1600–4050               | 350 Nm / 1600–4300               | 250 Nm / 1500–3500               | 300 Nm / 1500–4750          | 350 Nm / 1900–5400         |
| Kraftübertragung               |                                  |                                  |                                  |                                  |                             |                            |
| Antrieb, serienmäßig           | Vorderradantrieb                 | Vorderradantrieb                 | Allradantrieb                    | Vorderradantrieb                 | Vorderradantrieb            | Allradantrieb              |
| Antrieb, optional              | —                                | —                                | —                                | —                                | Allradantrieb               | —                          |
| Getriebe, serienmäßig          | 7-Stufen-Doppelkupplungsgetriebe | 7-Stufen-Doppelkupplungsgetriebe | 7-Stufen-Doppelkupplungsgetriebe | 7-Stufen-Doppelkupplungsgetriebe | 8-Stufen-Automatikgetriebe  | 8-Stufen-Automatikgetriebe |
| Messwerte                      |                                  |                                  |                                  |                                  |                             |                            |
| Höchstgeschwindigkeit          | 200 km/h                         | 200 km/h                         | 200 km/h                         |                                  |                             |                            |
| Beschleunigung, 0–100 km/h     | 9,4 s                            | 8,5 s                            | 7,4 s                            |                                  |                             |                            |
| Leergewicht                    | 1624 kg                          | 1666–1681 kg                     | 1773 kg                          | 1545–1617 kg                     | 1728 kg                     |                            |
| Kraftstoffverbrauch auf 100 km | 6,4 l Super                      | 6,8–7,0 l Super                  | 7,8 l Super                      | 6,5 l Super                      | 9,3 l Super                 |                            |
| Tankinhalt                     | 60 l                             | 60 l                             | 63 l                             | 55 l                             | 59 l                        |                            |